# Кренн, Франц
Франц Кренн (нем. Franz Krenn; 26 февраля 1816, Дрос — 18 июня 1897, Санкт-Андре-Вёрдерн) — австрийский композитор, музыкальный педагог, органист.

## Биография
Родился в семье школьного учителя. Первые уроки музыки получил у своего отца. После завершения курса обучения в Кремсе, работал помощником учителя в Вайкерсдорф-ам-Штайнфельде, но желая стать музыкантом, в 1834 году отправился в Вену, где стал изучать композицию под руководством И. К. Зайфрида, затем несколько лет сам преподавал игру на фортепиано.
С 1844 года служил органистом в нескольких венских церквях. В 1862 году стал капельмейстером церкви Святого Михаила.
В 1869 году вместе с А. Брукнером был приглашён занять место профессора в Венской консерватории по классам композиции, гармонии и контрапункта, где работал до 1891 года. Профессор Франц Кренн воспитал целую плеяду талантливых музыкантов и композиторов, среди которых Г. Вольф, И. Воробкевич, М. Кралик, Г. Малер, Ч. Порумбеску, Г. Ротт, Л. Яначек и др. Кренн отличался особым педантизмом и студенты называли его не иначе как «старый Кренн»

## Творчество
Основную часть творчества композитора составляют композиции для пения, а также симфоническая и духовная музыка. Творческое наследие композитора Франца Кренна включает 29 месс, Te Deum, Salve Regina, несколько реквиемов, кантаты, две оратории: «Bonifazius» и «Die vier letzten Dinge», ряд духовных произведений, симфони., органные и фортепианные пьесы и квартеты, хоры, романсы.
Кроме того, Франц Кренн — автор школы для орга́на, учебников школьного пения и теории музыки и гармонии.